# Illmensee, Ruschweiler See und Volzer See
Das Gebiet Illmensee, Ruschweiler See und Volzer See ist ein mit Verordnung vom 16. Mai 1949 ausgewiesenes Landschaftsschutzgebiet (LSG-Nummer 4.37.026) im Gebiet der baden-württembergischen Gemeinde Illmensee im Landkreis Sigmaringen in Deutschland.

## Lage
Das rund 260 Hektar große Schutzgebiet Illmensee, Ruschweiler See und Volzer See gehört zum Oberschwäbischen Hügelland. Es erstreckt sich vom Ruschweiler See und dem Volzer See im Nordwesten über die Illmenseer Ortsmitte zum Illmensee im Südosten.

## Schutzzweck
Wesentlicher Schutzzweck ist die Erhaltung einer landschaftlich hervorragenden Seenkette im Bodensee-Molasseland und ihrer Umgebung.

### Zusammenhängende Schutzgebiete
Das Landschaftsschutzgebiet umschließt im Nordosten das Naturschutzgebiet „Ruschweiler und Volzer See“ und ist Teil des FFH-Gebiets „Pfrunger Ried und Seen bei Illmensee“.